# Каньелс, Лео
Леонардус Йосефус Адрианус Каньелс (нидерл. Leonardus Josephus Adrianus Canjels; 1 апреля 1933, Бреда — 26 мая 2010, Бреда), более известный как Лео Каньелс — нидерландский футболист и тренер, главный тренер бельгийского «Брюгге» (1971—1973).

## Карьера
Футбольную карьеру начал нападающим в клубе НАК родного города Бреда, за который и выступал до окончания своей карьеры в 1963 году. Из-за своего мощного удара получил прозвище «Пушка» (нидерл. het kanoon). В сезонах 1957/58 и 1958/59 гг. признавался лучшим бомбардиром чемпионата Нидерландов, забив 32 мяча в 29 играх и 33 гола в 32 матчах соответственно. Закончил карьеру, поразив 114 раз ворота соперника в 149 матчах.
После ухода из большого футбола начал работать тренером. Будучи главным тренером НАК Бреда не добился больших успехов и в 1971 году отправился в бельгийский «Брюгге», чтобы возглавить местный футбольный клуб, который сезон спустя привёл к победе в национальном чемпионате сезона 1972/73 гг. (впервые за 53 года). Однако, несмотря на этот успех, вследствие конфликта с членами совета директоров команды ушёл в отставку и стал наставником нидерландского МВВ. В 1979 году он возвращается в Брюгге, чтобы вновь возглавить «Серкль Брюгге». В 1982 году переходит в «Мехелен», который выводит в первый дивизион национального первенства. В дальнейшем тренировал несколько клубов второго дивизиона бельгийского чемпионата. В 1990 году завершил свою тренерскую карьеру в клуб «Бом».

## Статистика выступлений

### Клубная карьера
| Клуб             | Сезон            | Лига | Лига | Кубок | Кубок | Итого | Итого |
| Клуб             | Сезон            | Игры | Голы | Игры  | Голы  | Игры  | Голы  |
| ---------------- | ---------------- | ---- | ---- | ----- | ----- | ----- | ----- |
| НАК Бреда        | 1950/51          | 8    | 1    | -     | -     | 8     | 1     |
| НАК Бреда        | 1951/52          | 17   | 7    | -     | -     | 17    | 7     |
| НАК Бреда        | 1952/53          | 25   | 12   | -     | -     | 25    | 12    |
| НАК Бреда        | 1953/54          | 24   | 19   | -     | -     | 24    | 19    |
| НАК Бреда        | 1954/55          | 9    | 12   | -     | -     | 9     | 12    |
| НАК Бреда        | 1954/55          | 19   | 18   | -     | -     | 19    | 18    |
| НАК Бреда        | 1955/56          | 39   | 28   | -     | -     | 39    | 28    |
| НАК Бреда        | 1956/57          | 32   | 18   | 4     | 7     | 36    | 25    |
| НАК Бреда        | 1957/58          | 28   | 32   | 5     | 6     | 33    | 38    |
| НАК Бреда        | 1958/59          | 30   | 33   | 4     | 14    | 34    | 47    |
| НАК Бреда        | 1959/60          | 9    | 8    | -     | -     | 9     | 8     |
| НАК Бреда        | 1960/61          | 5    | 5    | 5+    | 7     | 10+   | 12    |
| НАК Бреда        | 1961/62          | 28   | 13   | 3+    | 2     | 31+   | 15    |
| НАК Бреда        | 1962/63          | 13   | 5    | 0     | 0     | 13    | 5     |
| НАК Бреда        | Итого            | 286  | 211  | 21+   | 36    | 307+  | 247   |
| Барони           | 1964/65          | 6    | 2    | 1     | 0     | 7     | 2     |
| Барони           | Итого            | 6    | 2    | 1     | 0     | 7     | 2     |
| Всего за карьеру | Всего за карьеру | 292  | 213  | 22+   | 36    | 314+  | 249   |

### Матчи Каньелса за сборную Нидерландов
| Матчи Каньелса за сборную Нидерландов | Матчи Каньелса за сборную Нидерландов | Матчи Каньелса за сборную Нидерландов | Матчи Каньелса за сборную Нидерландов | Матчи Каньелса за сборную Нидерландов | Матчи Каньелса за сборную Нидерландов |
| ------------------------------------- | ------------------------------------- | ------------------------------------- | ------------------------------------- | ------------------------------------- | ------------------------------------- |
| №                                     | Дата                                  | Соперник                              | Счёт                                  | Голы Каньелса                         | Соревнование                          |
| 1                                     | 10 мая 1959                           | Турция                                | 0:0                                   | —                                     | Товарищеский матч                     |
| 2                                     | 13 мая 1959                           | Болгария                              | 2:3                                   | 2                                     | Товарищеский матч                     |
| 3                                     | 27 мая 1959                           | Шотландия                             | 1:2                                   | —                                     | Товарищеский матч                     |

Итого: 3 матча / 2 гола; 0 побед, 1 ничья, 2 поражения.